# Ливина
Ливина (слч. Livina) насељено је мјесто са административним статусом сеоске општине (слч. obec) у округу Партизанске, у Тренчинском крају, Словачка Република.

## Становништво
| Година:    | 1994. | 2004.    | 2014.   | 2024.   |
| ---------- | ----- | -------- | ------- | ------- |
| Број људи: | 97    | 119      | 114     | 119     |
| Разлика:   |       | +22,68 % | -4,20 % | +4,38 % |

| Година:    | 2023. | 2024.   |
| ---------- | ----- | ------- |
| Број људи: | 120   | 119     |
| Разлика:   |       | -0,83 % |

Према подацима о броју становника из 2011. године насеље је имало 110 становника.